# زعتر موسيل
زعتر موسيل (باللاتينية: Thymus musilii) نوع نباتي ينتمي إلى جنس الزعتر من الفصيلة الشفوية. سمي تكريما لعالم النبات موسيل.

## الموئل والانتشار
موطنه بلاد الشام.